# Bois de Dieleghem
Le bois de Dieleghem (prononcer [dilɡɛm] ; en néerlandais : Dielegembos) est au centre du quartier de Dieleghem de la commune de Jette dans la Région de Bruxelles-Capitale, en Belgique. Il couvre une superficie de 9 hectares (90 000 mètres carrés) et a été acquis par la commune en 1952. Avec le Poelbosch et le bois du Laerbeek, le bois Dieleghem fait partie intégrante du parc régional Roi Baudouin.
Le bois est situé au milieu du quartier résidentiel compris entre l'avenue Jean Joseph Crocq, la rue Nicolas Bonaventure, l'avenue du Heymbosch, l'avenue Henri Liebrecht, et l'avenue Jacques Swartenbrouck.

## Histoire
Le bois de Dieleghem né de la réunion, au XIXe siècle, du Heymbos et de l'Elsenbos, a été planté par les moines de l'abbaye de Dieleghem après épuisement et effondrement de la carrière de pierre exploitée depuis l'époque romaine. De profondes dépressions en témoignent encore sur tout le relief du bois. On y exploitait des bancs de pierre formés de calcaire gréseux.
Le bois se structure sur une large allée – l'allée du Calvaire – s'étendant sur 450 mètres depuis l'entrée jusqu'à la butte du Calvaire. Il s'agissait de la principale artère de la propriété de Nicolas Bonaventure, coupée par un ancien chemin vers Laeken qui porte aujourd'hui son nom. Bordée à cette époque de mélèzes, elle ouvrait une large perspective depuis la cour d'honneur du château vers un monticule coiffé d'un arc de triomphe. La légende raconte que Nicolas Bonaventure aurait tenté d'y faire pousser des vignes.
Lors du rachat de la propriété par les sœurs du Sacré-Cœur de Jette, celles-ci ont remplacé les édicules par des figures évoquant la foi chrétienne, comme le calvaire et le puits Léon XIII. En 1893, elles ont également fait construire une grotte sur le modèle de celle de Bethléem où certains offices étaient célébrés. Laissée sans surveillance, elle se dégrada rapidement et dut être comblée.

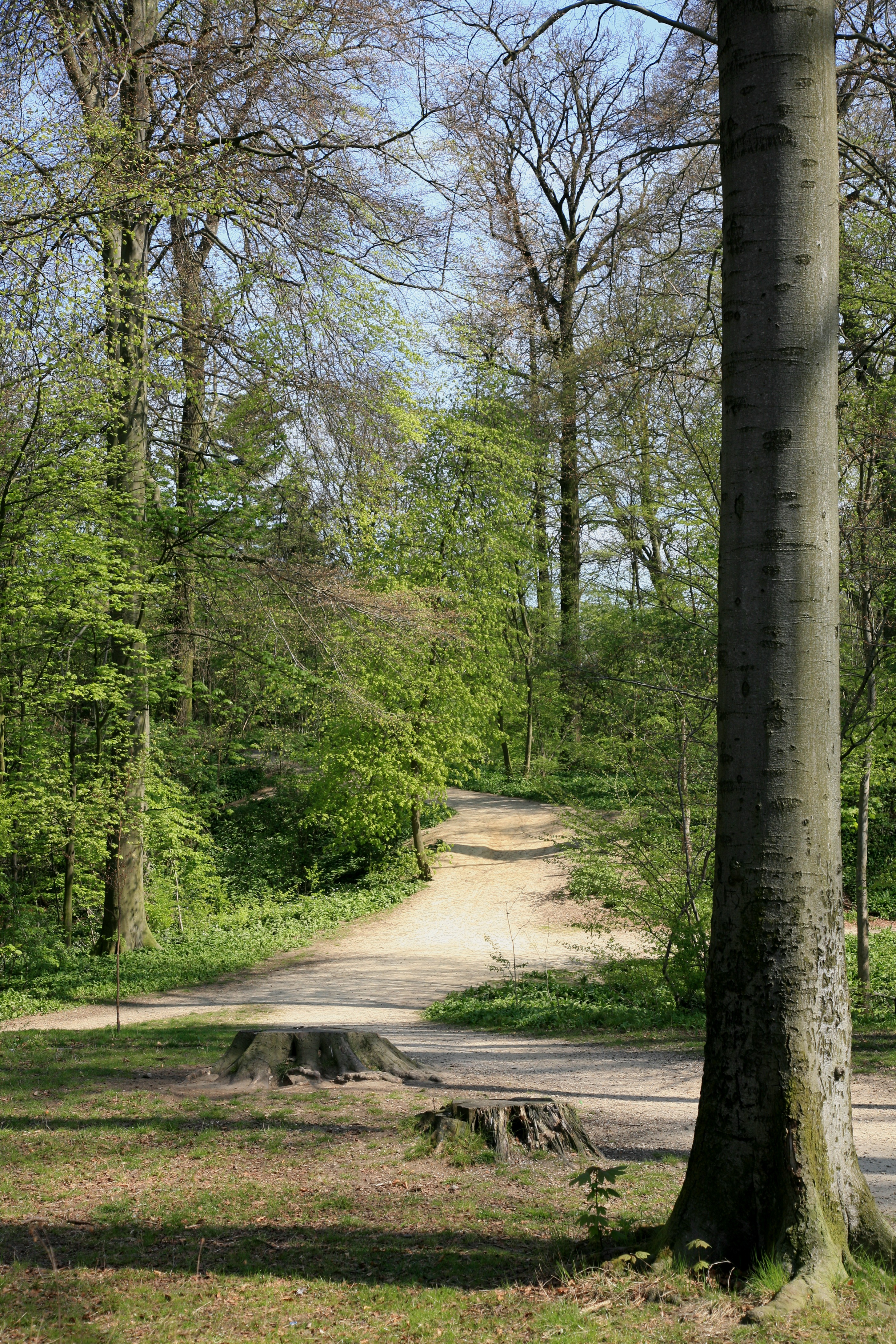
Sentiers et hêtres du bois

La commune de Jette a racheté le bois en 1952 à l'asbl Maison du Sacré-Cœur qui n'avait plus les moyens de l'entretenir. Le bois du Sacré-Cœur a, alors, retrouvé son nom d'origine, bois de Dieleghem.

## Description
Le bois de Dieleghem, creusé de dépressions, est un lambeau de forêt au couvert végétal étonnant, entouré d'habitations. La couronne végétale abondante permet toutefois de s'isoler facilement de ce contexte urbain en sillonnant les nombreux sentiers tortueux qui font le tour de la propriété.
La hêtraie dominante et ancienne est entourée de frênes, platanes, chênes et jeunes ormes. Aulnes et peupliers sont davantage présents dans les zones basses et humides du parc.  Une particularité de ce bois est l'abondance de l'ail des ours, qui recouvre le sol forestier clacareux d'une couche de fleurs, surtout vers la mi-mai.
Bruxelles Environnement est responsable de la gestion de la forêt. Le bois est sous protection européenne dans le cadre de la zone directive habitat Natura 2000 « Forêts et zones humides de la vallée du Molenbeek », dans la partie nord-ouest de la Région de Bruxelles-Capitale.

## Quelques édifices et monuments

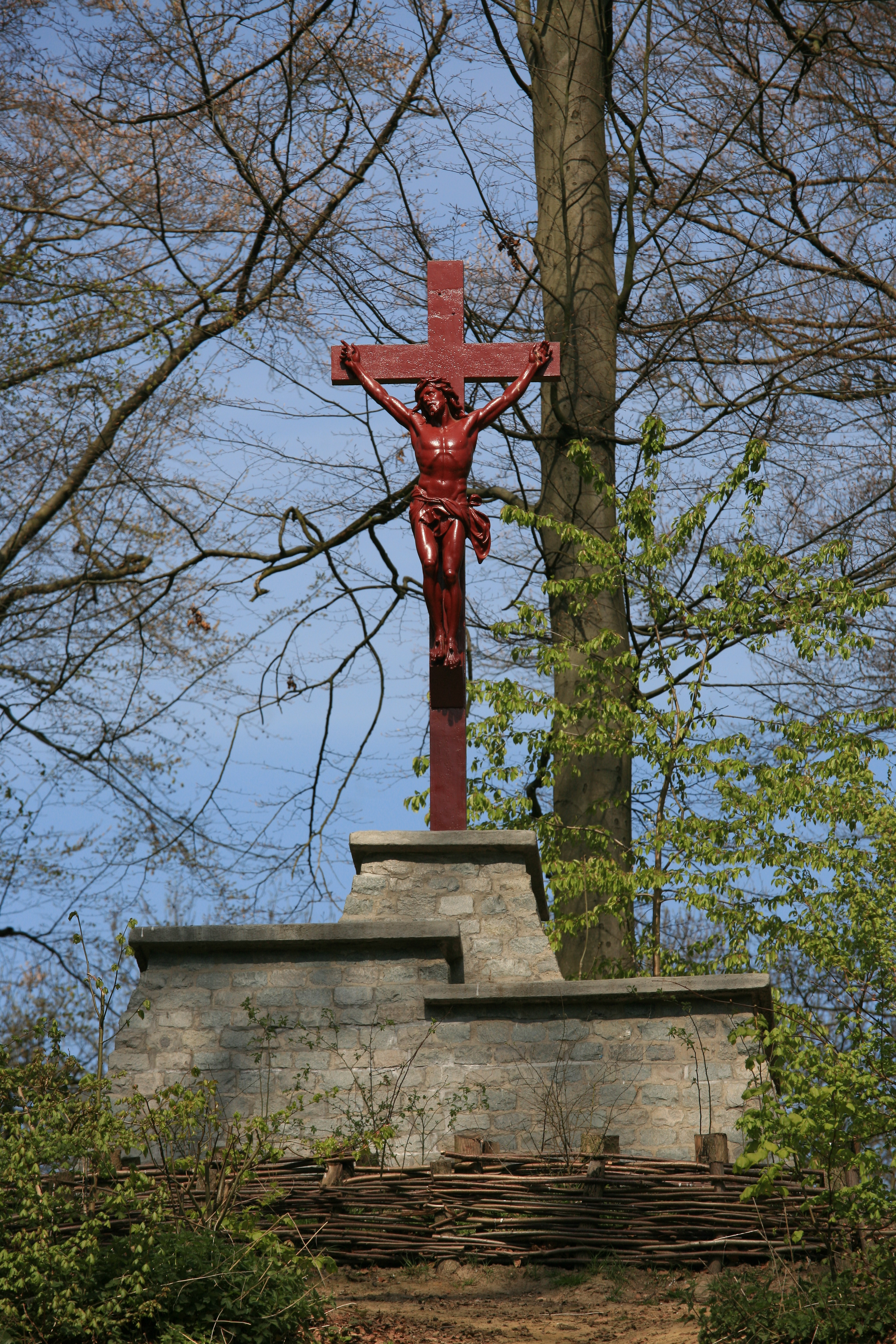
Calvaire

- Calvaire : les religieuses du Sacré-Cœur ont remplacé, en 1838, l'arc de triomphe qui se trouvait à l'extrémité de l'allée de la propriété Bonaventure par un calvaire. Malgré l'épreuve du temps et le vandalisme, celui-ci subsiste encore aujourd'hui. Ce promontoire naturel est entouré de profonds vallons sillonnés par les vélos tous terrains.

- Puits Léon XIII : la source où Monseigneur Pecci, nonce apostolique, est venu se désaltérer en 1843, avant d'être élu pape sous le nom de Léon XIII, continue de couler même si le puits est scellé à l'angle de la rue de l'Abbaye de Dieleghem et de l'avenue Henri Liebrecht.